# كاستليوني دي بيبولي
كاستليوني دي بيبولي (بالإيطالية: Castiglione dei Pepoli)‏ هي بلدية في مقاطعة بولونيا في إقليم إميليا رومانيا الإيطالي.

## السكان
في سنة 1861 بلغ عدد السكان 4٬442 نسمة، وتطور العدد ليصل في سنة 2011 لـ 5٬870 نسمة.
يظهر هذا المخطط البياني تطور النمو السكاني لـ كاستليوني دي بيبولي

## توأمة
لكاستليوني دي بيبولي اتفاقيات توأمة مع:
- نوجينت سور مارن